# 斯潘塞維爾 (馬里蘭州)
斯潘塞維爾（英語：Spencerville）是一個位於美國馬里蘭州蒙哥馬利縣的市鎮。

## 人口
根據2020年美國人口普查的數據，斯潘塞維爾的面積為4.05平方千米，當中陸地面積為4.04平方千米，而水域面積為0.01平方千米。當地共有人口1812人，而人口密度為每平方千米447人。